# Реаніматологія

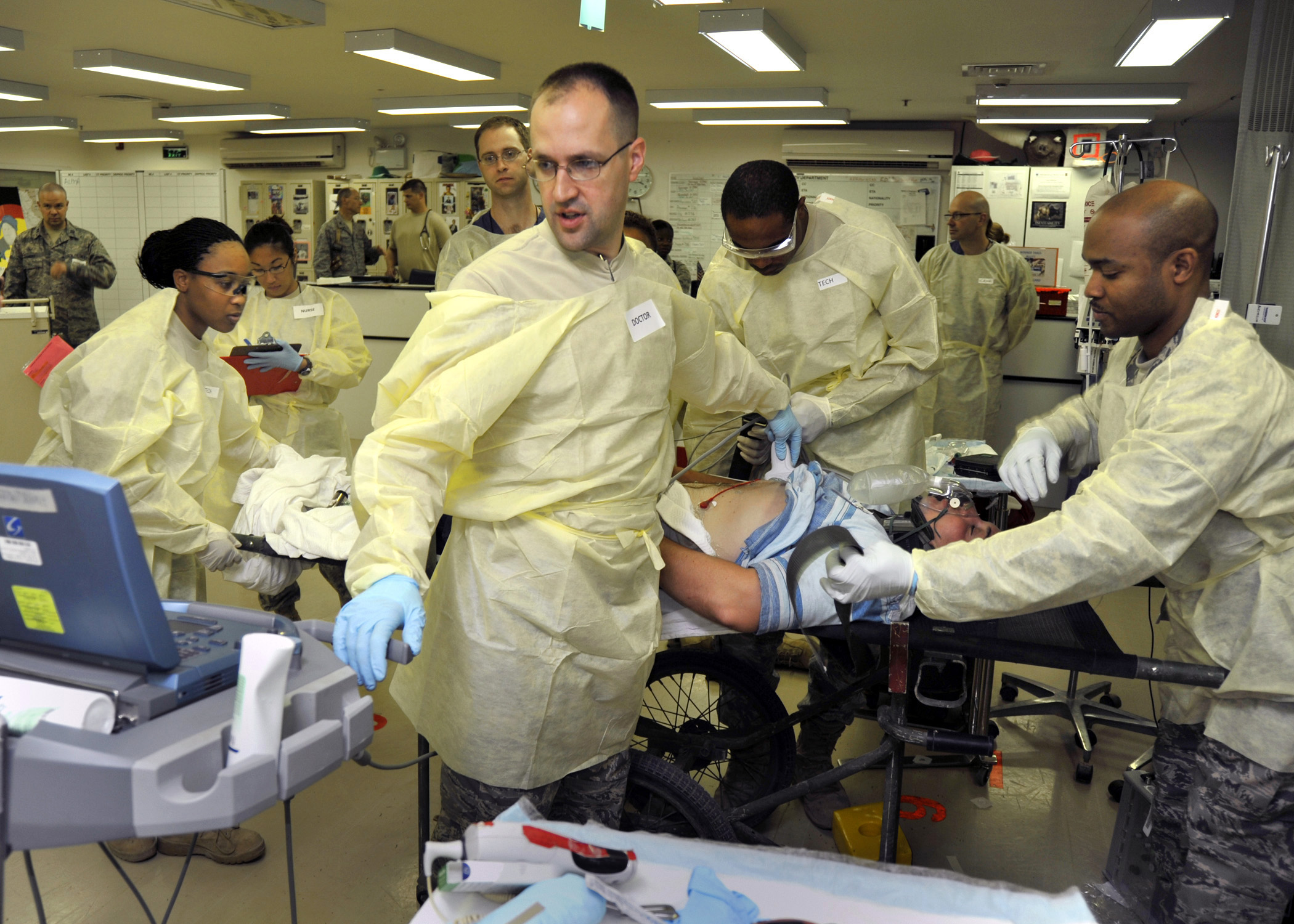

Реаніматологія (інтенсивна терапія) — медична дисципліна, що вивчає закономірності настання смерті, профілактики й відновлення таких, що згасають або тільки що згаслих життєвих функцій організму.
Областю наукових інтересів реаніматології є процеси, що відбуваються під час вмирання, термінальні стани й відновлення життєвих функцій.
Реаніматологія відокремилася від танатології як самостійна наука на Міжнародному конгресі травматологів у Будапешті в 1961 році.[джерело?]

## Історія виникнення
На початку XIX століття видатний французький військовий хірург Домінік-Жан Ларрей застосував ідею швидкого транспортування поранених солдатів до центрального місця, де медична допомога була більш швидкою, доступною і ефективною.
У 1950-1970-ті роки в лікарнях та відділення швидкої допомоги, як правило, працювали лікарі та інший персонал на ротаційній основі. Протягом цього періоду почали з'являтися лікарі, які залишили свої відповідні практики, щоб повністю присвятити свою роботу швидкій допомозі.
Важливу роль у створенні і становленні реаніматології в колишньому СРСР зіграли академіки РАМН Володимир Неговський (автор термінів реанімація та реаніматологія) і Сергій Брюхоненко.